# Greed (filme de 2019)
Greed (Brasil: Greed - A Indústria da Moda ) é um filme satírico de 2019 escrito e dirigido por Michael Winterbottom. O filme é estrelado por Steve Coogan, David Mitchell, Asa Butterfield, Dinita Gohil, Sophie Cookson, Jonny Sweet, Asim Chaudhry, Shirley Henderson e Isla Fisher. O filme gira em torno de Sir Richard McCreadie, interpretado por Coogan, um bilionário magnata da fast fashion vagamente baseado no presidente do Arcadia Group, Philip Green,  e eventos em torno da preparação para as comemorações de seu 60º aniversário na ilha grega de Mykonos.
Greed teve sua estreia mundial no Festival Internacional de Cinema de Toronto em 7 de setembro de 2019 e foi lançado no Reino Unido em 21 de fevereiro de 2020 pela Sony Pictures Releasing International.

## Sinopse
O filme aborda não linearmente a vida de Sir Richard "Greedy" McCreadie, um bilionário magnata da indústria da moda. Depois de uma recente aparição prejudicial em um inquérito do governo sobre abuso financeiro e ético na indústria da moda, McCreadie decidiu publicar suas memórias e contratou Nick, um jornalista socialmente desajeitado, para escrevê lo como escritor-fantasma. A pesquisa de Nick sobre o histórico de McCreadie leva a flashbacks que mostram sua ascensão em circunstâncias relativamente humildes (embora ainda prósperas e privilegiadas) como um estudante pária e rebelde em uma escola pública britânica não identificada, para sua ascensão nas décadas de 1970 e 1980 como um poderoso comerciante de fast fashion, para a audiência do governo. Torna-se claro que, apesar da autoimagem de McCreadie como um empresário obstinado e experiente com várias amigas celebridades, grande parte de sua riqueza se baseia na exploração implacável e na corrupção financeira, incluindo uma dependência de fábricas exploradoras no sudeste da Ásia para suas linhas de moda, evasão fiscal, remoção de ativos e transações financeiras eticamente questionáveis semelhantes.
O presente do filme se concentra na preparação para a festa de 60 anos de McCreadie, uma celebração com o tema do filme Gladiador na ilha grega de Mykonos, que visa permitir que McCreadie relaxe após as audiências. No entanto, mesmo aí as coisas não estão progredindo suavemente; a peça central das celebrações, uma arena romana onde será encenada uma luta de gladiadores simulada contra um leão, é mal construída porque os construtores locais negligentes dependem principalmente do trabalho de imigrantes indocumentados, e o próprio leão é bastante passivo, para grande aborrecimento de McCreadie. Além disso, muitas das celebridades convidadas de McCreadie estão se distanciando dele devido aos danos à sua reputação e a uma multidão de refugiados sírios que construiu um acampamento improvisado na praia pública ao lado de sua propriedade e se recusou a sair. Também existem tensões entre sua família, incluindo sua ex-esposa Samantha, que atua como a CEO pública de sua família e por quem ele continua a ter uma atração persistente, apesar de ter se casado posteriormente com Naomi, uma esposa troféu muito mais jovem; sua filha Lily, que está estrelando com seu namorado Fabian em um reality show que está sendo filmado junto com as celebrações; e seu filho negligenciado Finn, que tem uma obsessão edipiana em substituir o pai.
Enquanto escreve o livro de memórias, Nick luta com seu trabalho de encobrir a imagem pública de McCreadie à luz de suas práticas de negócios antiéticas e, em um nível pessoal, de sua personalidade rude e agressiva. Ele faz amizade com Amanda, uma das assistentes pessoais de McCreadie, que também está lutando com os dilemas éticos de trabalhar para McCreadie. Depois de ter um colapso quando McCreadie revela que quer que seus funcionários usem roupas de escravos romanos em sua festa, Amanda revela a Nick que sua mãe era funcionária de uma das fábricas exploradoras de McCreadie no sudeste da Ásia, mas foi demitida pelo gerente quando ela não era mais fisicamente capaz de trabalhar de acordo com os requisitos de McCreadie. Posteriormente, ela foi morta depois de ser forçada a trabalhar em outra fábrica que acabou pegando fogo devido à falta de precauções de segurança.
Na noite da festa, McCreadie convence os refugiados sírios a trabalhar para ele com um truque de monte de três cartas depois que seus funcionários locais derrubam ferramentas. Durante as comemorações exuberantes, algumas das crianças refugiadas roubam talheres e são confrontadas pelos funcionários de McCreadie, mas Amanda consegue persuadir seu pai a devolver os itens roubados. Simultaneamente, Finn rouba um pouco de cocaína de Naomi e dosa a comida do leão com ela. Após Samantha rejeitar seus avanços, McCreadie vagueia bêbado pela arena e encontra o leão em sua gaiola. Amanda, cruzando com ele, por impulso libera o leão, que ataca McCreadie em um frenesi drogado. Nick testemunha esses eventos com horror, mas ajuda Amanda a escapar sem ser descoberto.
Após a morte de McCreadie, ele se torna sujeito a vários elogios lisonjeiros, e o projeto de Nick se torna uma biografia hagiográfica. Finn assume o papel de seu pai na empresa, e fica implícito que ele será tão implacável quanto, se não pior. Nick e Amanda se encontram e concordam em manter o papel de Amanda na morte de McCreadie em segredo; Amanda diz a Nick que ela vê sua ação como justificada e não tão diferente do papel indireto que McCreadie desempenhou na morte de sua mãe. Amanda vai trabalhar em seu novo emprego: costura em uma fábrica em Leicester. O filme termina com fatos sobre a exploração e a desigualdade na indústria da moda sendo mostrados ao longo dos créditos.

## Elenco
- Steve Coogan como Sir Richard McCreadie
  - Jamie Blackley como o jovem Richard McCreadie
- David Mitchell como Nick Morris
- Isla Fisher como Samantha McCreadie
- Sophie Cookson como Lily McCreadie
- Shirley Henderson como Margaret McCreadie
- Ollie Locke como Fabian
- Asa Butterfield como Finn McCreadie
- Sarah Solemani como Melanie
- Shanina Shaik como Naomi
- Dinita Gohil como Amanda
- Manolis Emmanouel como Demetrious
- Asim Chaudhry como Frank, o Domador de Leões
- Pearl Mackie como Cathy
- Tim Key como Sam
- Charlie Cooper como empregado da loja
- Jonny Sweet como Jules
- Stephen Fry como ele mesmo
- Caroline Flack como ela mesma
- Pixie Lott como ela mesma
- Ben Stiller como ele mesmo
- Colin Firth como ele mesmo
- Keira Knightley como ela mesma
- Chris Martin como ele mesmo
- Louis Walsh como ele mesmo
- James Blunt como ele mesmo
- Keith Richards como ele mesmo

## Produção
Foi anunciado em novembro de 2016 que a Fox Searchlight estava tentando adquirir os direitos de distribuição do filme, com Michael Winterbottom como diretor e Sacha Baron Cohen no elenco.
Nenhum desenvolvimento posterior do filme foi anunciado até setembro de 2018, com as escalações de Steve Coogan (substituindo Baron Cohen), David Mitchell e Isla Fisher.
Em dezembro de 2018, foi revelado que as filmagens haviam terminado, com elenco adicional sendo revelado, incluindo Sophie Cookson, Shirley Henderson, Asa Butterfield e Stephen Fry.

## Lançamento
Greed teve sua estreia mundial no Festival Internacional de Cinema de Toronto em 7 de setembro de 2019. Antes, a Sony Pictures Classics adquiriu os direitos de distribuição do filme nos Estados Unidos.
Um trailer do filme foi lançado em 5 de dezembro de 2019. O filme foi lançado no Reino Unido em 21 de fevereiro de 2020.

### Recepção critica
No agregador de críticas Rotten Tomatoes, o filme tem uma classificação de aprovação de 48% com base em 132 resenhas, com uma classificação média de 5.51/10. O consenso dos críticos do site diz: "Greed raramente atinge tanto quanto deveria, mas gargalhadas sólidas e um elenco bem montado mantêm essa sátira de um por cento divertida." No Metacritic, o filme tem uma pontuação média ponderada de 52 de 100, com base em 32 críticos, indicando "críticas mistas ou médias".